# FC Volendam in het seizoen 2023/24
Het seizoen 2023/24 van FC Volendam was het 69e seizoen van de voetbalclub in het Nederlandse betaald voetbal. De club kwam na dat het in het voorgaand seizoen lijfsbehoud wist te bemachtigen wederom uit in de Eredivisie. Ook kwam FC Volendam uit in de KNVB Beker.
FC Volendam eindigde dit seizoen in de Eredivisie op de 17e plaats en degradeerde zich hiermee direct naar de Keuken Kampioen Divisie. Dat gebeurde in speelronde 32. In de KNVB Beker kwam FC Volendam niet verder dan de eerste ronde door de 1 – 0 nederlaag tegen Excelsior Maassluis.

## Selectie en staf

### Selectie 2023/24
| Nr.           | Naam               | Nationaliteit    | Geboortedatum | Vorige club          | Contract tot |
| ------------- | ------------------ | ---------------- | ------------- | -------------------- | ------------ |
| Keepers       |                    |                  |               |                      |              |
| 1             | Mio Backhaus       | Duitsland        | 16-04-2004    | Werder Bremen        | 2024         |
| 20            | Kayne van Oevelen  | Nederland        | 07-08-2003    | Eigen jeugd          | 2025         |
| 22            | Barry Lauwers      | Nederland        | 29-11-1999    | Eigen jeugd          | 2025         |
| Verdedigers   |                    |                  |               |                      |              |
| 2             | Oskar Buur         | Denemarken       | 31-03-1998    | Wolverhampton        | 2024         |
| 3             | Brian Plat         | Nederland        | 05-04-2000    | Eigen jeugd          | 2024         |
| 4             | Damon Mirani       | Nederland        | 13-05-1996    | Almere City FC       | 2024         |
| 5             | George Cox         | Engeland         | 14-01-1998    | Fortuna Sittard      | 2025         |
| 6             | Benaissa Benamar   | Marokko          | 08-04-1997    | FC Utrecht           | 2025         |
| 23            | Billy van Duijl    | Nederland        | 04-10-2005    | Eigen jeugd          | 2025         |
| 24            | Achraf Douiri      | Nederland        | 27-11-1999    | IJsselmeervogels     | 2024         |
| 26            | Déron Payne        | Nederland        | 25-09-2002    | Koninklijke HFC      | 2025         |
| 28            | Josh Flint         | Engeland         | 13-10-2000    | Bognor Regis Town FC | 2024         |
| 31            | Xavier Mbuyamba    | Nederland        | 31-12-2001    | Chelsea FC           | 2025         |
| 50            | Axel Guessand      | Frankrijk        | 06-11-2004    | Udinese              | 2024         |
| Middenvelders |                    |                  |               |                      |              |
| 7             | Zach Booth         | Verenigde Staten | 17-02-2004    | Leicester City       | 2024         |
| 8             | Luke Le Roux       | Zuid-Afrika      | 10-03-2000    | Varbergs BoIS        | 2026         |
| 10            | Robin Maulun       | Frankrijk        | 23-11-1996    | SC Cambuur           | 2025         |
| 16            | Imran Nazih        | Marokko          | 25-01-2006    | Eigen jeugd          | 2025         |
| 17            | Calvin Twigt       | Nederland        | 30-01-2003    | Eigen jeugd          | 2026         |
| 18            | Diego Gustavo      | Brazilië         | 19-06-2004    | Laranja Mecânica     | 2025         |
| 30            | Safouane Karim     | Nederland        | 18-07-2004    | Eigen jeugd          | 2024         |
| 36            | Milan de Haan      | Nederland        | 20-11-2003    | Eigen jeugd          | 2026         |
| 37            | Joey Antonioli     | Nederland        | 15-12-2003    | Eigen jeugd          | 2024         |
| 46            | Mika van der Horst | Nederland        | 11-05-2005    | Eigen jeugd          | 2027         |
| 48            | Bram van Driel     | Nederland        | 28-05-2005    | Eigen jeugd          | 2026         |
| 51            | Myron Mau-Asam     | Nederland        | 01-04-2004    | Eigen jeugd          |              |
| Aanvallers    |                    |                  |               |                      |              |
| 9             | Vivaldo Semedo     | Portugal         | 28-01-2005    | Udinese              | 2024         |
| 11            | Bilal Ould-Chikh   | Marokko          | 28-07-1999    | Clubloos             | 2025         |
| 14            | Garang Kuol        | Australië        | 15-09-2004    | Newcastle United FC  | 2024         |
| 21            | Robert Mühren      | Nederland        | 18-05-1989    | SC Cambuur           | 2025         |
| 27            | Quincy Hoeve       | Nederland        | 03-04-2003    | Eigen jeugd          |              |
| 34            | Ibrahim El Kadiri  | Marokko          | 23-01-2002    | FC Utrecht Academie  | 2024         |
| 38            | Darius Johnson     | Engeland         | 15-03-2000    | FC Kensington        |              |
| 47            | Caner Demircioglu  | Nederland        | 30-07-2003    | Eigen jeugd          |              |

Bron: A-selectie van FC Volendam

### Staf
| Matthias Kohler     | Hoofdtrainer (tot en met 5 december 2023)                                                                                                |
| Michael Dingsdag    | Assistent-trainer (tot en met 5 december 2023, vanaf 2 januari 2024) Hoofdtrainer (a.i.) (van 5 december 2023 tot en met 1 januari 2024) |
| Regillio Simons     | Assistent-trainer (a.i.) (van 5 december 2023 tot en met 1 januari 2024) Hoofdtrainer (vanaf 2 januari 2024)                             |
| Alami Ahannach      | Assistent-trainer (vanaf 8 maart 2024)                                                                                                   |
| Frank van der Geest | Keeperstrainer |
| Freek de Boer       | Performance coach |
| Jerrel Feller       | Fysiotherapeut |
| Abderrahim Dahmani  | Fysiotherapeut |
| Peter Jan Roskam    | Fysiotherapeut |
| Hans Bakker         | Teammanager (tot en met 1 januari 2024)                                                                                                  |
| Nick Venema         | Teammanager (vanaf 2 januari 2024) |
| Wim Jonk            | Technisch manager betaald voetbal (tot en met 5 december 2023)                                                                           |

## Transfers
Voor recente transfers bekijk: Lijst van Eredivisie transfers zomer 2023/24
Voor recente transfers bekijk: Lijst van Eredivisie transfers winter 2023/24
Aangetrokken
| Nationaliteit    | Naam             | Positie      | Vorige club      | Bijzonderheid |
| ---------------- | ---------------- | ------------ | ---------------- | ------------- |
| Verenigde Staten | Zach Booth       | Middenvelder | Leicester City   | Gehuurd       |
| Nederland        | Koen Blommestijn | Aanvaller    | Telstar          | Was verhuurd  |
| Engeland         | George Cox       | Verdediger   | Fortuna Sittard  | Transfervrij  |
| Frankrijk        | Axel Guessand    | Verdediger   | Udinese          | Gehuurd       |
| Australië        | Garang Kuol      | Aanvaller    | Newcastle United | Gehuurd       |
| Frankrijk        | Robin Maulun     | Middenvelder | SC Cambuur       | Transfervrij  |
| Zuid-Afrika      | Luke Le Roux     | Middenvelder | Varbergs BoIS    | Transfer      |
| Portugal         | Vivaldo Semedo   | Aanvaller    | Udinese          | Gehuurd       |

Vertrokken
| Nationaliteit | Naam                     | Positie      | Nieuwe club       | Bijzonderheid |
| ------------- | ------------------------ | ------------ | ----------------- | ------------- |
| België        | Francesco Antonucci      | Middenvelder | Feyenoord         | Einde huur    |
| Nederland     | Jordi Blom               | Aanvaller    | Quick Boys        | Transfervrij  |
| Nederland     | Koen Blommestijn         | Aanvaller    | K.v.v. Quick Boys | Verhuurd      |
| Nederland     | Carel Eiting             | Aanvaller    | FC Twente         | Transfer      |
| Nederland     | Dean James               | Verdediger   | Go Ahead Eagles   | Transfervrij  |
| Nederland     | Flip Klomp               | Middenvelder | Koninklijke HFC   | Verhuurd      |
| Engeland      | Leon Maloney             | Aanvaller    | AFC Totton        | Transfervrij  |
| Nederland     | Daryl van Mieghem        | Aanvaller    | ADO Den Haag      | Transfer      |
| Engeland      | Derry John Murkin        | Verdediger   | FC Schalke 04     | Transfer      |
| Italië        | Gaetano Oristanio        | Middenvelder | Internazionale    | Einde huur    |
| Nederland     | Walid Ould-Chikh         | Middenvelder | Roda JC Kerkrade  | Verhuurd      |
| Frankrijk     | Florent Sanchez Da Silva | Middenvelder | Olympique Lyon    | Einde huur    |
| Servië        | Filip Stankovic          | Doelman      | Internazionale    | Einde huur    |
| Nederland     | Henk Veerman             | Aanvaller    | ADO Den Haag      | Verhuurd      |
| Nederland     | Lequincio Zeefuik        | Aanvaller    | AZ                | Transfer      |

## Wedstrijdverslagen

### Eredivisie
Wedstrijden
| №  | Datum & Tijd           | Wedstrijd                         | Uitslag | Verslag |
| -- | ---------------------- | --------------------------------- | ------- | ------- |
| 1  | 11-08-2023 – 20:00 uur | FC Volendam – Vitesse             | 1 – 2   | 1       |
| 2  | 19-08-2023 – 21:00 uur | Go Ahead Eagles – FC Volendam     | 4 – 1   | 2       |
| 3  | 02-11-2023 – 20:00 uur | Ajax – FC Volendam                | 2 – 0   | 3       |
| 4  | 03-09-2023 – 14:30 uur | FC Volendam – FC Twente           | 0 – 2   | 4       |
| 5  | 16-09-2023 – 20:00 uur | Fortuna Sittard – FC Volendam     | 3 – 1   | 5       |
| 6  | 23-09-2023 – 16:30 uur | FC Volendam – Heracles Almelo     | 2 – 2   | 6       |
| 7  | 30-09-2023 – 18:45 uur | PSV – FC Volendam                 | 3 – 1   | 7       |
| 8  | 06-10-2023 – 20:00 uur | FC Volendam – FC Utrecht          | 1 – 0   | 8       |
| 9  | 21-10-2023 – 18:45 uur | RKC Waalwijk – FC Volendam        | 2 – 1   | 9       |
| 10 | 29-10-2023 – 14:30 uur | FC Volendam – Excelsior Rotterdam | 3 – 1   | 10      |
| 11 | 05-11-2023 – 14:30 uur | N.E.C. – FC Volendam              | 3 – 3   | 11      |
| 12 | 12-11-2023 – 14:30 uur | FC Volendam – Sparta Rotterdam    | 1 – 4   | 12      |
| 13 | 26-11-2023 – 14:30 uur | AZ – FC Volendam                  | 3 – 0   | 13      |
| 14 | 02-12-2023 – 18:45 uur | FC Volendam – PEC Zwolle          | 0 – 5   | 14      |
| 15 | 07-12-2023 – 21:00 uur | Feyenoord – FC Volendam           | 3 – 1   | 15      |
| 16 | 16-12-2023 – 21:00 uur | sc Heerenveen – FC Volendam       | 1 – 2   | 16      |
| 17 | 14-01-2024 – 12:15 uur | FC Volendam – Almere City FC      | 0 – 1   | 17      |
| 18 | 20-01-2024 – 18:45 uur | Heracles Almelo – FC Volendam     | 1 – 1   | 18      |
| 19 | 28-01-2024 – 16:45 uur | FC Volendam – Fortuna Sittard     | 0 – 1   | 19      |
| 20 | 04-02-2024 – 14:30 uur | FC Utrecht – FC Volendam          | 4 – 2   | 20      |
| 21 | 11-02-2024 – 16:45 uur | FC Volendam – PSV                 | 1 – 5   | 21      |
| 22 | 18-02-2024 – 14:30 uur | Vitesse – FC Volendam             | 1 – 1   | 22      |
| 23 | 25-02-2024 – 20:00 uur | FC Volendam – sc Heerenveen       | 0 – 4   | 23      |
| 24 | 01-03-2024 – 20:00 uur | FC Volendam – N.E.C.              | 2 – 5   | 24      |
| 25 | 10-03-2024 – 14:30 uur | PEC Zwolle – FC Volendam          | 1 – 1   | 25      |
| 26 | 17-03-2024 – 12:15 uur | FC Volendam – AZ                  | 0 – 4   | 26      |
| 27 | 31-03-2024 – 16:45 uur | Almere City FC – FC Volendam      | 1 – 1   | 27      |
| 28 | 04-04-2024 – 18:45 uur | FC Volendam – Feyenoord           | 0 – 0   | 28      |
| 29 | 07-04-2024 – 16:45 uur | FC Volendam – RKC Waalwijk        | 3 – 2   | 29      |
| 30 | 12-04-2024 – 20:00 uur | Excelsior Rotterdam – FC Volendam | 4 – 0   | 30      |
| 31 | 28-04-2024 – 16:45 uur | Sparta Rotterdam – FC Volendam    | 1 – 0   | 31      |
| 32 | 05-05-2024 – 14:30 uur | FC Volendam – Ajax                | 1 – 4   | 32      |
| 33 | 12-05-2024 – 14:30 uur | FC Twente – FC Volendam           | 7 – 2   | 33      |
| 34 | 19-05-2024 – 14:30 uur | FC Volendam – Go Ahead Eagles     | 1 – 2   | 34      |

### TOTO KNVB Beker
Wedstrijden
| Ronde        | Datum & Tijd           | Wedstrijd                         | Uitslag | Verslag |
| ------------ | ---------------------- | --------------------------------- | ------- | ------- |
| Eerste ronde | 16-11-2023 – 20:00 uur | Excelsior Maassluis – FC Volendam | 1 – 0   | 1       |

## Statistieken

### Eindstand in Nederlandse Eredivisie
| Stand | Gespeeld | Gewonnen | Gelijk | Verloren | Punten | Doelpunten voor | Doelpunten tegen | Gele kaarten | Twee gele kaarten | Rode kaarten |
| ----- | -------- | -------- | ------ | -------- | ------ | --------------- | ---------------- | ------------ | ----------------- | ------------ |
| 17e   | 34       | 4        | 7      | 23       | 19     | 34              | 88               | 54           | 2                 | 1            |

#### Punten, stand en doelpunten per speelronde
| Speelronde                            | 1   | 2   | 3   | 4   | 5   | 6   | 7   | 8   | 9   | 10  | 11  | 12  | 13  | 14  | 15  | 16  | 17  | 18  | 19  | 20  | 21  | 22  | 23  | 24  | 25  | 26  | 27  | 28  | 29  | 30  | 31  | 32  | 33  | 34  | Totaal |
| ------------------------------------- | --- | --- | --- | --- | --- | --- | --- | --- | --- | --- | --- | --- | --- | --- | --- | --- | --- | --- | --- | --- | --- | --- | --- | --- | --- | --- | --- | --- | --- | --- | --- | --- | --- | --- | ------ |
| Aantal punten per speelronde          | 0   | 0   | 0   | 0   | 0   | 1   | 0   | 3   | 0   | 3   | 1   | 0   | 0   | 0   | 0   | 3   | 0   | 1   | 0   | 0   | 0   | 1   | 0   | 0   | 1   | 0   | 1   | 1   | 3   | 0   | 0   | 0   | 0   | 0   | 19     |
| Aantal punten na speelronde           | 0   | 0   | 0   | 0   | 0   | 1   | 1   | 4   | 4   | 7   | 8   | 8   | 8   | 8   | 8   | 11  | 11  | 12  | 12  | 12  | 12  | 13  | 13  | 13  | 14  | 14  | 15  | 16  | 19  | 19  | 19  | 19  | 19  | 19  | 19     |
| Stand na speelronde                   | 12e | 16e | 16e | 15e | 18e | 17e | 18e | 17e | 18e | 17e | 16e | 17e | 17e | 17e | 18e | 17e | 18e | 17e | 17e | 17e | 17e | 17e | 18e | 18e | 18e | 18e | 18e | 18e | 17e | 17e | 17e | 17e | 17e | 17e | 17e    |
| Aantal doelpunten per speelronde      | 1   | 1   | 0   | 0   | 1   | 2   | 1   | 1   | 1   | 3   | 3   | 1   | 0   | 0   | 1   | 2   | 0   | 1   | 0   | 2   | 1   | 1   | 0   | 2   | 1   | 0   | 1   | 0   | 3   | 0   | 0   | 1   | 2   | 1   | 34     |
| Aantal tegendoelpunten per speelronde | 2   | 4   | 2   | 2   | 3   | 2   | 3   | 0   | 2   | 1   | 3   | 4   | 3   | 5   | 3   | 1   | 1   | 1   | 1   | 4   | 5   | 1   | 4   | 5   | 1   | 4   | 1   | 0   | 2   | 4   | 1   | 4   | 7   | 2   | 88     |
| Doelsaldo na speelronde               | −1  | −4  | −6  | −8  | −10 | −10 | −12 | −11 | −12 | −10 | −10 | −13 | −16 | −21 | −23 | −22 | −23 | −23 | −24 | −26 | −30 | −30 | −34 | −37 | −37 | −41 | −41 | −41 | −40 | −44 | −45 | −48 | −53 | −54 | −54    |

### Topscorers
Eredivisie
| Nr.                           | Naam                          | Goal |
| ----------------------------- | ----------------------------- | ---- |
| 1.                            | Robert Mühren                 | 8    |
| 2.                            | Benaissa Benamar              | 4    |
| 3.                            | Milan de Haan                 | 3    |
| 3.                            | Damon Mirani                  | 3    |
| 3.                            | Lequincio Zeefuik             | 3    |
| 6.                            | Zach Booth                    | 2    |
| 6.                            | Bilal Ould-Chikh              | 2    |
| 6.                            | Calvin Twigt                  | 2    |
| 9.                            | Josh Flint                    | 1    |
| 9.                            | Darius Johnson                | 1    |
| 9.                            | Garang Kuol                   | 1    |
| 9.                            | Luke Le Roux                  | 1    |
| 9.                            | Daryl van Mieghem             | 1    |
| 9.                            | Vivaldo Semedo                | 1    |
| Eigen doelpunten tegenstander | Eigen doelpunten tegenstander | 1    |
| Totaal                        | Totaal                        | 34   |

### Assists
Eredivisie
| Nr.    | Naam              | Assist |
| ------ | ----------------- | ------ |
| 1.     | Bilal Ould-Chikh  | 7      |
| 2.     | Zach Booth        | 2      |
| 2.     | Achraf Douiri     | 2      |
| 2.     | Darius Johnson    | 2      |
| 5.     | George Cox        | 1      |
| 5.     | Josh Flint        | 1      |
| 5.     | Quincy Hoeve      | 1      |
| 5.     | Garang Kuol       | 1      |
| 5.     | Robin Maulun      | 1      |
| 5.     | Damon Mirani      | 1      |
| 5.     | Robert Mühren     | 1      |
| 5.     | Déron Payne       | 1      |
| 5.     | Lequincio Zeefuik | 1      |
| Totaal | Totaal            | 22     |

Ajax ·
Almere City FC ·
AZ ·
Excelsior Rotterdam ·
Feyenoord ·
Fortuna Sittard ·
Go Ahead Eagles ·
sc Heerenveen ·
Heracles Almelo ·
N.E.C. ·
PEC Zwolle ·
PSV ·
RKC Waalwijk ·
Sparta Rotterdam ·
FC Twente ·
FC Utrecht ·
Vitesse ·
FC Volendam